# Diocesi di Wheeling-Charleston
La diocesi di Wheeling-Charleston (in latino Dioecesis Vhelingensis-Carolopolitana) è una sede della Chiesa cattolica negli Stati Uniti d'America suffraganea dell'arcidiocesi di Baltimora. Nel 2022 contava 110.000 battezzati su 1.826.000 abitanti. È retta dal vescovo Mark Edward Brennan.

## Territorio

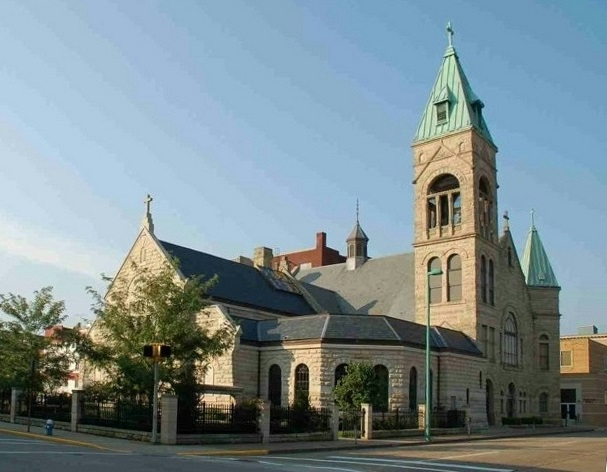
Basilica minore e concattedrale del Sacro Cuore a Charleston.

La diocesi comprende per intero lo stato statunitense della Virginia Occidentale.
Sede vescovile è la città di Wheeling, dove si trova la cattedrale di San Giuseppe (Cathedral of Saint Joseph). A Charleston si trova la concattedrale del Sacro Cuore (Sacred Heart).
Il territorio è suddiviso in 92 parrocchie.

## Storia
La diocesi di Wheeling è stata eretta il 19 luglio 1850 con il breve Ad apostolicam sedem di papa Pio IX, ricavandone il territorio dalla diocesi di Richmond.
Il 21 agosto 1974, in forza del decreto In dioecesis Vhelingensis della Congregazione per i vescovi, la chiesa del Sacro Cuore di Charleston è stata elevata al rango di concattedrale e contestualmente la diocesi ha assunto il nome attuale.

## Cronotassi dei vescovi
Si omettono i periodi di sede vacante non superiori ai 2 anni o non storicamente accertati.
- Richard Vincent Whelan † (23 luglio 1850 - 7 luglio 1874 deceduto)
- John Joseph Kain † (12 febbraio 1875 - 21 maggio 1893 nominato arcivescovo coadiutore di Saint Louis[2])
- Patrick James Donahue † (22 gennaio 1894 - 4 ottobre 1922 deceduto)
- John Joseph Swint † (11 dicembre 1922 - 23 novembre 1962 deceduto)
- Joseph Howard Hodges † (23 novembre 1962 - 27 gennaio 1985 deceduto)
- Francis Bible Schulte † (4 giugno 1985 - 6 dicembre 1988 nominato arcivescovo di New Orleans)
- Bernard William Schmitt † (29 marzo 1989 - 9 dicembre 2004 ritirato)
- Michael Joseph Bransfield (9 dicembre 2004 - 13 settembre 2018 ritirato)[3]
- Mark Edward Brennan, dal 23 luglio 2019

## Statistiche
La diocesi nel 2022 su una popolazione di 1.826.000 persone contava 110.000 battezzati, corrispondenti al 6,0% del totale.
| anno | popolazione | popolazione | popolazione | presbiteri | presbiteri | presbiteri | presbiteri                | diaconi | religiosi | religiosi | parrocchie |
| anno | battezzati  | totale      | %           | numero     | secolari   | regolari   | battezzati per presbitero | diaconi | uomini    | donne     | parrocchie |
| ---- | ----------- | ----------- | ----------- | ---------- | ---------- | ---------- | ------------------------- | ------- | --------- | --------- | ---------- |
| 1950 | 89.251      | 2.338.270   | 3,8         | 138        | 99         | 39         | 646                       |         |           | 520       | 84         |
| 1966 | 104.364     | 2.191.942   | 4,8         | 191        | 107        | 84         | 546                       |         | 83        | 694       | 103        |
| 1970 | 98.062      | 2.191.942   | 4,5         | 204        | 126        | 78         | 480                       |         | 97        | 575       | 103        |
| 1976 | 95.602      | 1.744.237   | 5,5         | 186        | 122        | 64         | 513                       | 2       | 70        | 465       | 104        |
| 1980 | 102.098     | 1.810.000   | 5,6         | 218        | 130        | 88         | 468                       | 11      | 107       | 453       | 121        |
| 1990 | 105.890     | 2.097.200   | 5,0         | 183        | 122        | 61         | 578                       | 32      | 68        | 373       | 126        |
| 1999 | 97.232      | 1.815.787   | 5,4         | 164        | 122        | 42         | 592                       | 30      | 14        | 304       | 113        |
| 2000 | 97.232      | 1.815.787   | 5,4         | 169        | 109        | 60         | 575                       | 29      | 73        | 260       | 113        |
| 2001 | 69.614      | 1.806.928   | 3,9         | 180        | 114        | 66         | 386                       | 29      | 82        | 251       | 108        |
| 2002 | 69.614      | 1.806.926   | 3,9         | 172        | 111        | 61         | 404                       | 32      | 81        | 247       | 112        |
| 2003 | 83.325      | 1.801.916   | 4,6         | 178        | 98         | 80         | 468                       | 32      | 98        | 236       | 103        |
| 2004 | 100.614     | 1.801.916   | 5,6         | 171        | 105        | 66         | 588                       | 31      | 85        | 221       | 100        |
| 2010 | 112.960     | 1.901.137   | 5,9         | 160        | 108        | 52         | 706                       | 46      | 64        | 153       | 111        |
| 2014 | 116.500     | 1.958.000   | 5,9         | 154        | 109        | 45         | 756                       | 45      | 55        | 122       | 110        |
| 2017 | 111.670     | 1.858.650   | 6,0         | 140        | 101        | 39         | 797                       | 41      | 43        | 102       | 110        |
| 2020 | 109.260     | 1.818.470   | 6,0         | 145        | 105        | 40         | 753                       | 50      | 45        | 86        | 91         |
| 2022 | 110.000     | 1.826.000   | 6,0         | 144        | 108        | 36         | 763                       | 37      | 41        | 76        | 92         |